# Tangkuban Perahu
Der Tangkuban Perahu ist ein Vulkan nördlich von Lembang bei Bandung auf der Insel Java in Indonesien. Der Name bedeutet übersetzt „gekentertes Boot“, was auf die aus der Ferne an einen umgedrehten Schiffsrumpf erinnernde Form des Vulkans zurückzuführen ist, von der ein Entstehungsmythos handelt.

## Beschreibung

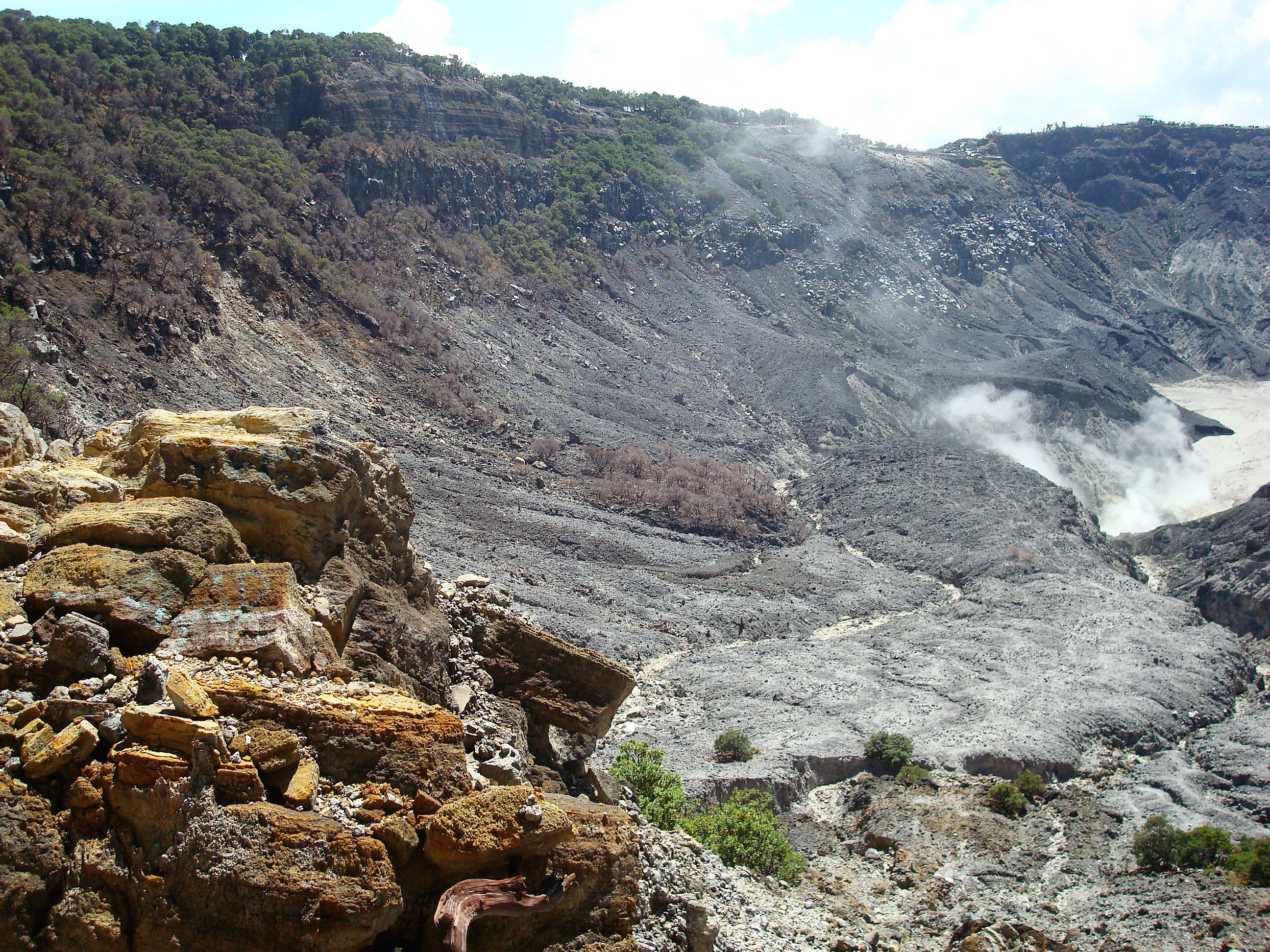
Blick in den Krater mit Gasaustritt rechts (2011)

Der Tangkuban Perahu liegt etwa 20 Kilometer von der viertgrößten indonesischen Stadt Bandung entfernt und ist dort optisch allgegenwärtig. Obwohl er lange Zeit inaktiv war, ist eine gewisse Ehrfurcht der Einwohner Bandungs dennoch vorhanden.
Von Lembang aus ist der Vulkan in den unteren Regionen von unerschlossenem Dschungel umgeben, gefördert durch die fruchtbare Vulkanasche. Neben dem inaktiven Hauptkrater gibt es zahlreiche Nebenkrater, die typischerweise als heiße Quellen vorkommen. Schwefeldioxidgeruch ist am Hauptkrater sowie an den zahlreichen Nebenkratern allgegenwärtig.
Am 4. März 2013 brach der Vulkan nach fast 30-jähriger Ruhe wieder aus. Er schleuderte Asche und Gestein 500 Meter hoch. Es wurde die zweithöchste Warnstufe ausgerufen. Kleinere Ausbrüche mit Ascheregen treten gelegentlich auf, zuletzt zwischen dem 27. Juli und 17. September 2019.
Touristisch ist der Vulkan eine Sehenswürdigkeit, die durch den Gegensatz zwischen der fruchtbaren Umgebung und den vegetationslosen Vuklangesteinen am Gipfel charakterisiert wird. Eine Straße führt bis an den oberen Kraterrand. Für Touristen stehen Führer bereit, die Exkursionen vor allem zu den heißen Quellen anbieten. Die Quellen befinden sich etwa hundert Höhenmeter unterhalb des Hauptkraters und sind über gut gesicherte Wege zu Fuß zu erreichen.

## Mythos

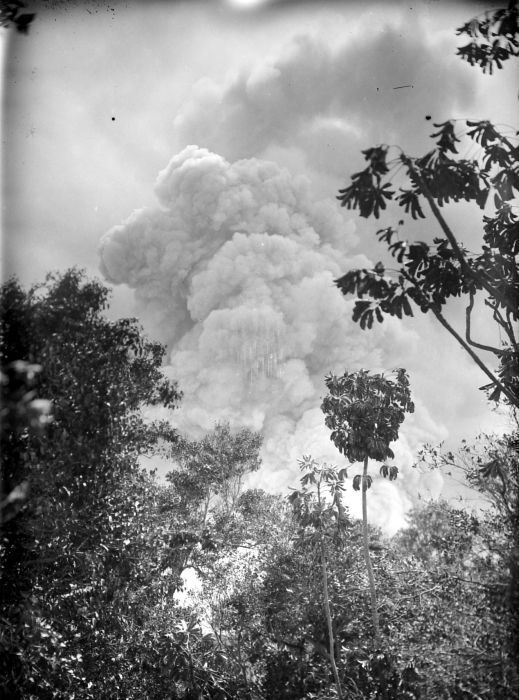
Ausbruch des Tangkubahn Perahu (1910)

Die Legende von der Entstehung des Tangkuban Perahu beinhaltet die für Sundanesen bedeutende mythologische Vorstellung des Bootes (indonesisch perahu), die unter anderem im Mythos des Seelenschiffs, mit dem die Seelen der Verstorbenen die Reise ins Jenseits antreten, zum Ausdruck kommt, und das Inzest-Motiv des Ödipus-Stoffes. Aus der Verbindung zwischen der Frau Dayang Sumbi mit dem Hund Si Tumang ging der Held Sang Kuriang hervor. Eines Tages ging der jugendliche Sang Kuriang mit dem Hund auf die Jagd. Als der Hund nicht gehorchte, erzürnte sich Sang Kuriang und tötete ihn, ohne zu ahnen, dass der Hund sein Vater war. Die Mutter war darüber ebenso verärgert, sie schlug den Jungen auf den Kopf und vertrieb ihn von zu Hause. Viele Jahre später traf Sang Kuriang seine Mutter wieder, ohne zu wissen, wer sie ist, verliebte sich in sie und verlangte, sie zu heiraten. Dayang Sumbi erkannte ihren Sohn an dessen Narbe am Kopf. Sie stellte ihm eine scheinbar unlösbare Aufgabe, um die Hochzeit abzuwenden. Er möge innerhalb einer Nacht einen großen Staudamm für einen See bauen und ein Schiff, das auf dem See schwimmt. Als der mit magischen Kräften ausgestattete Sang Kuriang kurz vor der Fertigstellung seines Werkes stand, täuschte Dayang Sumbi noch in der Nacht mit einem Trick die anbrechende Morgendämmerung vor. Sie spannte im Osten ein weißes Tuch auf und ließ einen Hahn krähen. Um den Lohn seiner Mühen gebracht reagierte Sang Kuriang verärgert und kippte das Boot um, das seither umgedreht einen breiten Bergrücken bildet. Die Geschichte steht mit der Bootsform der Zither Kacapi in Verbindung und wird in zahlreichen Liedern besungen.